# Ошоде, Олумиюва
Олумиюва Ошоде (англ. Olumuyiwa Oshode; 8 июня 1946, Лагос, Нигерия) — нигерийский футболист, полузащитник. Участник летних Олимпийских игр 1968 года.

## Биография
Выступал за нигерийский клуб «Стэйшнери Сторс».
В 1968 году главный тренер национальной сборной Нигерии Йожеф Эмбер вызвал Олумиюва на летние Олимпийские игры в Мехико. В команде он получил 7 номер. В своей группе Нигерия заняла последнее четвёртое место, уступив Бразилии, Японии и Испании. Олумиюва Ошоде на турнире сыграл всего в одной игре.